# 馬爾欽·帕扎萊克
马尔钦·帕扎莱克（波蘭語：Marcin Patrzałek，2000年10月6日—）是一位波蘭吉他手、作曲家及製作人。創作了將指彈吉他及敲擊系手法與現代電子音樂及管弦樂結合的跨界音樂。2015在波蘭的選秀節目『Must Be The Music』獲得優勝，並獲得台幣約80萬元獎金(100,000波蘭茲羅提)及波蘭廣播電台RMF FM約80萬元的宣傳費。在波蘭取得成功後，發行了首張專輯『HUSH』。這張專輯包含了改編成敲擊版本的以撒·阿爾班尼士的《Asturias》，音樂錄影帶由指彈吉他唱片廠牌的CandyRat Records發行。人氣從波蘭迅速擴展到國外，音樂錄影帶也已在《滾石》 、《Metal Hammer》、《Classic FM》、《Guitar World》和《Billboard》等主要媒體上獲得報導。   。
Marcin的表演影片已超過2億次觀看，上傳的影片類型眾多，有原聲吉他演奏的第14鋼琴奏鳴曲 (貝多芬)、第5號交響曲 (貝多芬)等古典音樂改編、流行樂、搖滾樂及自創曲等。
2018年成為日本吉他品牌Ibanez acoustic guitars的官方代言人。同年，贏得了義大利選秀節目《Tu Si Que Vales》第五季的優勝，該節目在Canale 5播出，獲得了評審們起立鼓掌。當時的獎金為10萬歐元。後來，他參加了《美國達人秀》，在海外的知名度大增，同時他的表演影片也引起了熱烈討論，在Instagram和TikTok上也受到了Tom Morello、Paul Stanley、Dweezil Zappa、Tosin Abasi、Vernon Reid等眾多名人的稱讚。
2020年初，與索尼音樂娛樂的子公司Sony Masterworks簽下獨家錄音合約，發行了兩張單曲。2023年，為Netflix的航海王真人版中的角色王下七武海製作了主題曲。

## 經歷

### 2010-2015：職涯的開端及『Must Be The Music』獲得冠軍
10歲在當地老師Jerzy Pikor的指導下開始學習古典吉他。兩年後，向西班牙的吉他手Carlos Pinana學習彈奏佛朗明哥，13歲時開始使用原聲吉他演奏指彈。之後的一年不斷練習自己獨特的技巧，並於2015年在波蘭的選秀節目『Must Be The Music』的第9紀中獲得冠軍。在那之後也開始使用電腦製作電子音樂，並與吉他的演奏結合，從而誕生了首張專輯『HUSH』。

### 2016-2018：首張專輯、義大利節目『Tu Si Que Vales』，Revamp EP
2016年16歲，於波蘭的My Music發行了首張專輯『HUSH』，這張專輯收錄了6首融合了原聲吉他及電子音樂或管弦樂的原創曲，以及改編曲和電子混音。同年於國際指彈比賽『Guitar Masters』入圍決賽，隔年於國際古典吉他霍亞金·羅德利果比賽中獲得冠軍。2018年3月，成為日本吉他品牌Ibanez的官方代言人。Marcin所以用的型號為AE900-NT。
此時，在YouTube上傳的吉他獨奏改編影片也開始引起注目，特別是2016年上傳的System of a Down的「Toxicity」改編，在YouTube和Facebook上的觀看次數超過了數千萬，成為第一支爆紅影片。在那之後也被用於Fishman和Elixir Strings等公司的廣告中。
2018年，參加義大利的選秀節目『Tsu Si Que Vale』第五季演出。海選時演奏了貝多芬的第五號交響曲改編版，獲得了全場一致通過並進入決賽。決賽時演奏結合了Queen的「Innuendo」所改編的自創曲「Asturias」，在3名入圍者中獲得了超過50%的觀眾選票，獲得冠軍。
2018年11月12日，發行首張EP『Revamp』。是將人氣改編曲匯集而成的合輯。同年也發行了原創單曲『Baba Yaga』。

### 2019 年至今：參加《美國達人秀》與唱片合約
選秀節目及表演影片在網路上爆紅後，Marcin於2018年和2019年到了許多國家巡迴演出。
2019年在《美國達人秀》第14季，於半決賽中被淘汰。這時的Marcin與索尼音樂娛樂的子公司Sony Masterworks簽訂了獨家錄音合約。目前已發行了《Moonlight sonata》及《Snow Monkey》兩張單曲。兩首皆為自己製作，包含了現代及電子元素。《Snow Monkey》與以往的作品風格不同，受到了很多雷鬼動的影響。在嚴重特殊傳染性肺炎疫情(2019-)中，Instagram 和 TikTok等社群網路的活動增加，累積了數百萬的粉絲。
2022年3月，Marcin以特別嘉賓的身份，在倫敦的皇家阿爾伯特音樂廳舉辦了7場演出。在YouTube上，與日本吉他手Ichika Nito首次合作，演奏了吉他改編版的《Just The Two Of Us》。 
Marcin表示，目前正在製作他的首張黑膠專輯。